# Черкаська обласна асоціація футболу
Черкаська обласна асоціація футболу — обласна громадська спортивна організація, заснована 12 січня 1991 року. Є колективним членом Української асоціації футболу. 

## Історія
Створена як Громадсько-державна Федерація футболу Черкаської області 12 січня 1991 року в Черкасах, у палаці культури «Дружба народів», на основі постанови Комітету з фізичної культури і спорту Черкаського облвиконкому та засновницької Конференції.
Першим головою федерації було обрано Анатолія Луценка, заступником — Володимира Фощія, а відповідальним секретарем призначено Анатолія Маяцького.
5 червня 1997 року рішенням Конференції федерація набула статусу громадської організації, а 12 грудня 2017 року — статусу громадської спілки.

## Турніри
- Чемпіонат Черкаської області з футболу
- Кубок Черкаської області з футболу